# Формула Хартли
Формула Хартли или хартлиевское количество информации или мера Хартли — логарифмическая мера информации, которая определяет количество информации, содержащееся в сообщении.
{\displaystyle I=K\times \log _{2}N}
Где N — количество символов в используемом алфавите (мощность алфавита), K — длина сообщения (количество символов в сообщении), I — количество информации в сообщении в битах.
Формула была предложена Ральфом Хартли в 1928 году как один из научных подходов к оценке сообщений.
Для случая определения количества информации i в одном символе алфавита мощности N, формула Хартли принимает вид:
{\displaystyle i=\log _{2}N}
Соответственно, мощность алфавита равна:
{\displaystyle N=2^{i}}
Из формулы Хартли следует, что алфавит, содержащий только 1 символ не может быть использован для передачи информации:
{\displaystyle \log _{2}1=0}
Пусть, имеется алфавит А, из N букв которого составляется сообщение:
{\displaystyle |A|=N.}
Количество возможных вариантов разных сообщений:
{\displaystyle M=N^{K},}
где M — возможное количество различных сообщений, N — количество букв в алфавите, K — количество букв в сообщении.
Рассмотрим следующий пример. Цепь ДНК состоит из 4 видов азотистых оснований: Аденин (A), Гуанин (G), Тимин (T), Цитозин (C). Следовательно, мощность «алфавита» ДНК N равна 4. Значит, каждое азотистое основание несет {\displaystyle i=\log _{2}4=2} бита информации.
Пример: Пусть алфавит состоит из 16 символов «1», «2», «3», «4», «5», «6», «7», «8», «9», «0», «+», «-», «*», «/», «^», «#», а длина сообщения составляет 10 символов (например, команда «*123*1*3^#») — таким образом, мощность алфавита N = 16, а длина сообщения K = 10. При выбранных нами алфавите и длине сообщения можно составить {\displaystyle M=N^{K}=16^{10}=1099511627776} сообщений. По формуле Хартли можно определить, что количество информации в каждом символе одного из этих сообщений равно {\displaystyle i=\log _{2}N=\log _{2}16=4} бита, а количество информации во всем сообщении, соответственно, равно {\displaystyle I=K\log _{2}N=10\log _{2}16=10\cdot 4=40} бит.
При равновероятности символов {\displaystyle p={\frac {1}{m}},m={\frac {1}{p}}} формула Хартли переходит в собственную информацию.

## Иллюстрация
Допустим, нам требуется что-либо найти или определить в той или иной системе. Есть такой способ поиска, как «деление пополам». Например, кто-то загадывает число от 1 до 100, а другой должен отгадать его, получая лишь ответы «да» или «нет». Задаётся вопрос: «число меньше N?». Любой из ответов «да» и «нет» сократит область поиска вдвое. Далее по той же схеме диапазон снова делится пополам. В конечном счёте загаданное число будет найдено.
Сколько вопросов надо задать, чтобы найти задуманное число от 1 до 100. Допустим, загаданное число 27. Вариант диалога:
```
Больше 50? Нет.
Больше 25? Да.
Больше 38? Нет.
Меньше 32? Да.
Меньше 29? Да.
Меньше 27? Нет.
Это число 28? Нет.

```

Если число не 28 и не меньше 27, то это явно 27. Чтобы угадать методом «деления пополам» число от 1 до 100, нам потребовалось 7 вопросов.
Можно просто спрашивать: это число 1? Это число 2? И т. д. Но тогда вам потребуется намного больше вопросов. «Деление пополам» — оптимальный в данном случае способ нахождения числа. Объём информации, заложенный в ответ «да»/«нет», если эти ответы равновероятны, равен одному биту (действительно, ведь бит имеет два состояния: 1 или 0). Итак, для угадывания числа от 1 до 100 нам потребовалось 7 битов (семь ответов «да»/«нет»).
{\displaystyle N=2^{i}}
Такой формулой можно представить, сколько вопросов (битов информации) потребуется, чтобы определить одно из возможных значений. N — это количество значений, а i — количество битов. Например, в нашем примере 27 меньше, чем 28, однако больше, чем 26. Да, нам могло бы потребоваться и всего 6 вопросов, если бы загаданное число было 28.
Формула Хартли:
{\displaystyle i=\log _{2}N.}
Количество информации (i), необходимой для определения конкретного элемента, есть логарифм по основанию 2 общего количества элементов (N).

## Формула Шеннона
Когда события не равновероятны, может использоваться формула Шеннона:
{\displaystyle I=-\sum _{i}p_{i}\log _{2}p_{i},}
где pi вероятность i-го события.